# Hera (azienda)
Hera SpA (acronimo di Holding Energia Risorse Ambiente) è un'azienda multiservizi italiana, operante in 316 comuni dell'Emilia-Romagna (in particolare, nella città metropolitana di Bologna e nelle province di Ferrara, Forlì-Cesena, Modena, Ravenna e Rimini), delle Marche (in cui è presente nella provincia di Pesaro e Urbino e in 6 comuni della provincia di Ancona) e nell'area Nord-Est del Paese (con servizi attivi nelle aree di Gorizia, Padova, Pordenone, Trieste, Udine e Venezia).
Fornisce servizi energetici (gas, energia elettrica), idrici (acquedotto, fognatura e depurazione) e ambientali (raccolta e smaltimento rifiuti) a 4,2 milioni di cittadini  ed è tra le maggiori aziende italiane per fatturato.
Il Gruppo - controllato da un patto di sindacato tra enti pubblici che detiene la maggioranza del capitale - ha sede a Bologna ed è quotato nell'indice FTSE MIB della Borsa Italiana.

## Storia
L'azienda nacque nel 2002 dalla fusione di 11 aziende operanti nel settore della pubblica utilità emiliano-romagnola. Il logo è stato disegnato da Bob Noorda.
Nel 2003 Hera ha avviato le procedure per essere quotata alla Borsa di Milano. Nei successivi tre anni, l'azienda ha portato avanti un processo di ampliamento e sviluppo, fondendosi con altre società italiane del settore distribuzione energia, acqua e gas, tra le quali Agea, Acosea, Meta, Geat Distribution Gas e Sat Inc.
Nel 2006 il gruppo ha siglato un memorandum di intesa con Enel, Edison e Sonatrach. Tale memorandum ha portato all'acquisto annuale di un miliardo di metri cubi di gas naturale, trasportato attraverso il gasdotto del consorzio Galsi, di cui fa parte anche la stessa Hera.
Nella prima parte del 2006, il Gruppo Hera ha acquisito una partecipazione del 49,79% nella multi-utility di Pesaro Aspes Multiservizi e il 46,5% di SAT (Multiutility operante nella provincia di Modena).
Nel 2007 è stata approvata la fusione tra Aspes e Megas (Urbino), la nascita di Marche Multiservizi (partecipazione di Hera 41,8%) e la fusione per incorporazione di SAT S.p.A.
Nel luglio 2008 Hera ha acquisito Megas Trade, una compagnia operante nella vendita di gas ed elettricità nell'area di Urbino e di proprietà di Marche Multiservizi. Tale transazione ha formalizzato la nascita di Hera Comm Marche, il ramo commerciale del Gruppo Hera nella regione Marche, controllata da Hera Comm.
Il 25 luglio 2012 è stata approvata l'aggregazione con Acegas-Aps S.p.A.(Padova-Trieste), che è entrata a far parte del Gruppo Hera dal 1º gennaio 2013.
Il 1º luglio 2014 Acegas-Aps e Amga Udine sono confluite in AcegasApsAmga, società del Gruppo Hera.
Nell'aprile 2017 Hera perfeziona l'acquisto del primo 40% di Aliplast, azienda trevigiana con un giro d'affari sui 100 milioni di euro e eccellenza nazionale nella raccolta di rifiuti. Un altro 40% è acquisito nel marzo 2018, l'ultimo 20% sarà rilevato nel giugno 2022. Costo complessivo dell'operazione: 35,4 milioni di euro.
Nel maggio 2019, Hera acquisisce il 100% delle quote di Cosea Ambiente, azienda intercomunale dell'appennino tosco-emiliano, estesa su un territorio di 20 comuni (15 nella provincia di Bologna, 5 nella provincia di Pistoia).

## Attività
Attraverso le sue società, il Gruppo si occupa della progettazione di reti e impianti, della gestione del sistema idrico integrato, della raccolta e del trattamento dei rifiuti, della distribuzione e della vendita di energia, nonché di illuminazione pubblica e telecomunicazioni.
Questo il quadro:
- Gestione dei servizi ambientali (raccolta, trattamento e smaltimento dei rifiuti urbani, speciali pericolosi e non pericolosi, raccolta differenziata, pulizia delle aree pubbliche; bonifica delle aree da sostanze contaminanti)
  - cittadini serviti per raccolta e smaltimento rifiuti: 3,2 milioni
  - tonnellate di rifiuti trattati: 8,5 milioni
  - comuni serviti: 188

- Gestione del servizio idrico integrato
  - clienti ciclo idrico: 3,6 milioni
  - metri cubici di acqua venduti: 285,0 milioni

- Servizi gas ed elettrici (distribuzione e vendita di gas metano, elettricità e riscaldamento)
  - clienti rete gas: 2,0 milioni
  - clienti servizio elettrico: 2,6 milioni
  - metri cubi di gas venduto: 11,3 miliardi
  - elettricità venduta (TWh): 16,2

- Telecomunicazioni, tramite la partecipazione al 70,14% in HERABIT[3][28][29]

- Illuminazione pubblica, attraverso Hera Luce, società che progetta, gestisce e realizza impianti di pubblica illuminazione in 221 comuni, detenuta al 100% da AcegasApsAmga.[3]

## Principali azionisti
La compagine sociale del Gruppo Hera annovera 111 Comuni del territorio di riferimento che, insieme ad altri soci pubblici, detengono il 45,8% delle azioni. Il restante 54,2% del flottante è detenuto da privati suddivisi tra investitori istituzionali, retail, fondazioni bancarie e aziende.
Partecipazioni rilevanti (CONSOB)
- Comune di Bologna (12,599%)
- Comune di Modena (6,863%)
- Comune di Imola (7,375%)
- Comune di Ravenna (6,470%)
- Lazard Asset Management LLC (5,043%)
- Comune di Trieste (4,954%)
- Comune di Padova (4,803%)
- Comune di Udine (3,836%)

Situazione aggiornata sulla base delle comunicazioni pervenute ai sensi di legge ed elaborate fino al 2025.

## Dati economici
Hera pubblica un bilancio di responsabilità che contiene dati provenienti dalle tre principali aree di business, con un particolare focus sulla responsabilità sociale ed ambientale.
Nel 2016 il fatturato è stato di 4,46 miliardi di euro con un utile netto di 220,4 milioni. Nel 2017 i ricavi hanno raggiunto i 6,13 miliardi di euro (+10,3% rispetto all'anno precedente), con il Mol (margine operativo lordo) a 984,6 milioni (crescita del 7,4%) e un utile di 266,8 milioni (+21,1%).
Nel 2024, il fatturato è stato di 12,9 miliardi di euro, con un utile netto di 494,5 milioni.

## Procedimenti giudiziari
Dal 2009 al 2012 un procedimento giudiziario ha visto coinvolta la società in relazione all'inceneritore di Coriano (RN), ritenuto altamente pericoloso per le diverse anomalie riscontrate: tipologia dei rifiuti bruciati, quantità sopra la norma e circa la costruzione stessa degli impianti. Un dirigente di Hera è stato indagato dal pubblico ministero per abuso d'ufficio, falso ideologico, lesioni personali colpose e getto di cose pericolose, ed è stato poi assolto dalla precedente accusa di omicidio colposo.